# Pellegrino Matteucci
Pellegrino Matteucci (Rávena, 13 de octubre de 1850 - Londres, 8 de agosto de 1881) fue un explorador y geógrafo italiano. Fue el primer europeo en cruzar todo el continente africano al norte del ecuador, desde Egipto hasta el golfo de Guinea.

## Biografía
Nació en  el seno de una familia acomodada, hijo del abogado Cherubino y de Ángela Ghigi. En 1860 la familia se trasladó a Bolonia, donde Pellegrino estudió medicina. Posteriormente se trasladó a la Universidad de Roma y en 1873 obtuvo la licenciatura en medicina.
Deseoso de conocer nuevas poblaciones y nuevas regiones, en 1877 realizó su primer viaje a África, realizando exploraciones en Sudán acompañado de Rómulo Gessi, su conciudadano y conocido explorador. Tras los estudios que realizó sobre la naturaleza de estas regiones, en 1879 publicó su primera obra, Sudan e Gallas.
Ese mismo año, la Sociedad de Exploración le propuso realizar otro viaje por Etiopía, para investigar las posibilidades comerciales de la región. Obtuvo el apoyo de la Sociedad Geográfica Italiana y la participación del gobierno, lo que le permitió incorporar a Gustavo Bianchi y Alfonso Maria Massari, oficial de marina y experto en topografía. También participó en la expedición el viajero milanés Giuseppe Vigoni.
Partió del puerto eritreo de Massawa, cruzó el Tigray y otras regiones de Etiopía, y llegó hasta el lago Tana. El relato de esta empresa se publicó póstumamente en 1888, en la obra In Abissinia.
De regreso a Italia, permaneció allí por un corto tiempo hasta que en febrero de 1880, en compañía del príncipe Giovanni Borghese, su amigo y mecenas, inició un viaje hasta entonces no intentado: la travesía de África desde el Mar Rojo hasta la desembocadura del río Níger en el Atlántico. Se trataba de atravesar África por su parte más larga, 4.600 kilómetros a lo largo de los paralelos.
Junto a Massari, empezó en 1880 la travesía de África partiendo de Suakin. Llegó a Jartum en el Sudán y prosiguió a través de Kordofán, Darfur, Bornú y Kanem, hasta llegar al Níger. Siguió hacia el reino Nupe, en el que ya empezaban a enfrentarse las civilizaciones europeas y nigerianas. Finalmente, llegó a Akassa, en el golfo de Guinea, en julio de 1881.
Regresó a Londres, donde murió el 8 de agosto por la malaria contraída durante la misión, y sin llegar a cumplir los treinta y un años. 

## Reconocimientos
El cuerpo de Pellegrino Matteucci fue embalsamado y llevado en barco y tren desde Londres a Bolonia, su ciudad de adopción. Durante las paradas se le rindieron grandes homenajes, demostrando lo conocido y querido que era. En Bolonia recibió una cálida bienvenida y una gran multitud asistió al funeral. El municipio ofreció, como homenaje a su ilustre conciudadano, un monumento en el cementerio de la Certosa, que fue esculpido por Carlo Parmeggiani e inaugurado en noviembre de 1882 gracias a la contribución económica de numerosos amigos y ciudadanos.
Varias calles de ciudades italianas, como Roma, Bolonia, Génova y Seregno, llevan el nombre de este explorador.